# 岸川聖也
岸川聖也（日语：／ Kishikawa Seiya，1987年5月21日—），男，福岡縣出生，日本乒乓球运动员，畢業於仙台育英学園秀光中学校及仙台育英学園高校，現隸屬於株式会社。

## 生平
2010年11月，岸川代表日本出戰廣州亞運會，參加乒乓球比賽的男子雙打（夥拍：水谷隼）、混合雙打（夥拍：福原愛）及團體項目，奪得混雙及團體兩面銅牌。